# Érik Canuel
Érik Canuel (Montréal, 1961. április 30. – Montréal, 2024. június 15.) kanadai színész, filmrendező. 

## Életútja
Az 1980-as években kezdte pályafutását zenei videókkal, olyan művészek mellett mint Paul Piché, Sass Jordan, Norman Iceberg, Vilain Pingouin és Sylvain Cossette. Számos próbálkozás után a Tv-reklámjai díjakat nyertek és később rendezőként dolgozott a Big Wolf on Campus című tv-sorozatban, később a Fox networkhoz szerződött majd ott rendezőként dolgozott a The Hunger című sorozatban amit a Showtime-on és a The Movie Network-ön vetítettek. 2000-ben első Imax filmjével, a Hemingway: A Portraittal Miamiban az Adventura Imax napokon megnyerte a Genie Award díjat valamint a Maximum Image Award díjat. 
Canuel rendezte Matthew Blackheart: Monster Smasher-t 2000-ben, a Pigs Law-t 2001-ben, Nez Rouge-ot 2003-ban, a Last Tunnel-t – Michel Côté és Jean Lapointe főszereplésével 2004-ben, a The Outlander-t 2005-ben, a Bon Cop, Bad Cop-ot (Egyik kopó, másik zsaru) 2006-ban. 2010-ben Eric Canuel rendezte az Erica világa 3. évad 11. részét.
2024. június 15-én plazmasejtes leukémiában halt meg.

## Filmrendezései
- Kiéhezve (1997-1999)
- Farkas a suliban (1999-2002)
- Disznók törvénye (2001)
- Adok-kapok (2003)
- Egyik kopó, másik zsaru (2006)
- A holtsáv (2007)
- Elit egység (2009-2011)
- Szív és más bajok (2010)
- Kékpróba (2010)
- Elveszett lány (2010)
- Erica világa (2010)
- Being Human – Emberbőrben (2011)
- A szállító (2014)
- 19-2 (2014-2015)
- Hajmeresztő nap (2015)
- 9 (2016)
- Váltságdíj (2017) (filmproducer is)

## Fordítás
- Ez a szócikk részben vagy egészben  az   Érik Canuel című angol Wikipédia-szócikk fordításán alapul.  Az eredeti cikk szerkesztőit annak laptörténete sorolja fel. Ez a jelzés csupán a megfogalmazás eredetét és a szerzői jogokat jelzi, nem szolgál a cikkben szereplő információk forrásmegjelöléseként.